# Raïon de Miasnikov
Le raïon de Miasnikov (en russe : Мясниковский район, Miasnikovski raïon) est une subdivision de l'oblast de Rostov, en Russie. Son centre administratif est le village Tchaltyr. Lors du recensement de 2010 le raïon Miasnikovski est le seul district russe à avoir une majorité ethnique d'origine arménienne (56,1 %).

## Géographie
Le raïon Miasnikovski couvre 880 km2 à l'ouest de l'oblast de Rostov, au nord de l'embouchure du Don. Il est limitrophe du raïon d'Aksaï, du raïon d'Azov, du raïon Neklinovski et du raïon de Rodionovo-Nesvetaïskaïa ainsi que de la ville de Rostov-sur-le-Don.

## Histoire
Le peuplement du district est directement lié à un oukaze de Catherine II invitant, en 1779, les Arméniens de Crimée (descendants d’Arméniens d’Ani) à venir s'installer « aux alentours de la forteresse Saint-Dimitri-de-Rostov ». Les Arméniens fondent alors la ville de Nakhitchevan-sur-le-Don (devenue un quartier de Rostov-sur-le-Don) ainsi que cinq villages : Tchaltyr, Krym, Bolchie Saly, Soultan-Saly et Nesvetaï. Ces cinq villages se trouvent sur le territoire du raïon créé en 1926 et portant le nom du bolchévique natif de Nakhitchevan et mort en 1925 Alexandre Miasnikov (Miasnikian). Le centre administratif du raïon est, jusqu'en 1928, Nakhitchevan-sur-le-Don. Après l'incorporation de la ville à Rostov le centre est brièvement le village de Krym puis, depuis 1929 et jusqu'à nos jours le village de Tchaltyr.
Durant la seconde guerre mondiale le raïon est à deux reprises occupé par les Allemands entre novembre 1941 et février 1943.

## Population
La population de ce raïon s'élevait à 44 661 habitants en 2016.

## Subdivisions territoriales
Le raïon comprend sept communautés rurales :
- Communauté rurale de Bolchie Saly (Bolchie Saly, Nesvetaï)
- Communauté rurale de Kalinine (Kalinine)
- Communauté rurale de Krasny Krym (Krasny Krym, Leninavan, Leninakan, Soultan-Saly)
- Communauté rurale de Krym (Krym)
- Communauté rurale de Nedvigovka (Nedvigovka, Vessioly, Khapry, Chtchedry)
- Communauté rurale de Petrovka (Petrovka, Alexandrovka, Baïevka, Valouïevo, Kalmykovo, Karpo-Nikolaïevka, Savtchenko, Stoïanov, Tchkalova)
- Communauté rurale de Tchaltyr (Tchaltyr, Mokry Tchaltyr)

## Tourisme
Le raïon est riche en monuments - du parc archéologique de Tanaïs (ville grecque du Royaume du Bosphore) aux églises arméniennes des villages.